# Atlantic Crossing
Atlantic Crossing är ett studioalbum av Rod Stewart, utgivet. Det spelades in i USA med musiker från bland annat Booker T. and the MG's och var Stewarts första album för skivbolaget Warner Bros. Records. Albumtiteln var en sorts hänvisning till Stewarts flytt från Storbritannien till Los Angeles. Några månader efter att albumet utgivits tillkännagjorde Stewart att han lämnat The Faces som han varit medlem i parallellt med sin solokarriär under 1970-talets första hälft. Den tidigare hårdrocken ersattes här med ett lättare poprocksound. Albumets avslutande melodi "Sailing" har kommit att bli en av hans mest kända sånger. Även Crazy Horse-covern "I Don't Want to Talk About It" blev en hit.
Albumet blev etta på den brittiska albumlistan och nådde nionde plats på den amerikanska Billboardlistan.

## Låtlista
1. "Three Time Loser" (Rod Stewart) - 4:03
2. "Alright for an Hour" (Jesse Ed Davis/Rod Stewart) - 4:17
3. "All in the Name of Rock 'n' Roll" (Rod Stewart) - 5:02
4. "Drift Away" (Lawrence Chandler) - 3:43
5. "Stone Cold Sober" (Steve Cropper/Rod Stewart) - 4:00
6. "I Don't Want to Talk About It" (Danny Whitten) - 4:47
7. "It's Not the Spotlight" (Gerry Goffin/Barry Goldberg) - 4:21
8. "This Old Heart of Mine (Is Weak for You)" (Lamont Dozier/Eddie Holland/Brian Holland/Sylvia Moy) - 4:04
9. "Still Love You" (Rod Stewart) - 5:08
10. "Sailing" (Gavin Sutherland) - 4:37

## Listplaceringar
| Lista (1975-1976) | Position            |
| ----------------- | ------------------- |
| Danmark           | 6 (DR "Top 20")     |
| Finland           | 10                  |
| Frankrike         | 2                   |
| Japan             | 87 (Oricon)         |
| Kanada            | 21                  |
| Nederländerna     | 2                   |
| Norge             | 1 (VG-lista)        |
| Nya Zeeland       | 2                   |
| Storbritannien    | 1 (UK Albums Chart) |
| Sverige           | 12* (Topplistan)    |
| USA               | 9 (Billboard 200)   |
| Västtyskland      | 11                  |